# ブランドン・ロイバル
ブランドン・ロイバル（Brandon Royval、1992年8月16日 - ）は、アメリカ合衆国の男性総合格闘家。コロラド州デンバー出身。ファクトリーX・ムエタイ所属。UFC世界フライ級ランキング3位。元LFAフライ級王者。

## 来歴
幼少期からムエタイとブラジリアン柔術を経験。2012年にプロ総合格闘技デビューし、ローカル団体で6戦4勝の戦績を収める。

### LFA
2017年2月24日、LFA初参戦となったLFA 5でラカン・アドワンと対戦し、腕ひしぎ十字固めで1R一本勝ち。
2018年11月9日、LFA 53のLFAフライ級暫定王座決定戦でケイシー・ケニーと対戦し、0-3の5R判定負け。暫定王座獲得に失敗した。
2019年11月22日、LFA 79のLFAフライ級王座決定戦でネイト・ウィリアムズと対戦し、開始23秒に腕ひしぎ十字固めで一本勝ち。王座獲得に成功した。

### UFC
2020年5月30日、UFC初参戦となったUFC on ESPN: Woodley vs. Burnsでフライ級ランキング11位のティム・エリオットと対戦し、肩固めで2R一本勝ち。ファイト・オブ・ザ・ナイトを受賞した。
2020年9月27日、UFC 253でフライ級ランキング7位のカイ・カラ＝フランスと対戦し、ギロチンチョークで2R一本勝ち。2試合連続のファイト・オブ・ザ・ナイトを受賞した。
2020年11月21日、UFC 255でフライ級ランキング1位のブランドン・モレノと対戦し、パウンドで1RTKO負け。
2021年8月21日、UFC on ESPN: Cannonier vs. Gastelumでフライ級ランキング3位のアレッシャンドリ・パントージャと対戦し、リアネイキドチョークで2R一本負け。
2022年1月15日、UFC on ESPN: Kattar vs. Chikadzeでフライ級ランキング7位のホジェリオ・ボントリンと対戦し、2-1の判定勝ち。
2022年5月7日、UFC 274でフライ級ランキング9位のマット・シュネルと対戦し、ギロチンチョークで1R一本勝ち。ファイト・オブ・ザ・ナイトを受賞した。
2023年4月15日、UFC on ESPN: Holloway vs. Allenでフライ級ランキング5位のマテウス・ニコラウと対戦し、右膝蹴りでダウンを奪いグラウンドの肘打ち連打で1RKO勝ち。パフォーマンス・オブ・ザ・ナイトを受賞した。
2023年12月16日、UFC 296のUFC世界フライ級タイトルマッチで王者アレッシャンドリ・パントージャに挑戦し、0-3の5R判定負け。王座獲得に失敗した。
2024年2月24日、UFC Fight Night: Moreno vs. Royval 2でフライ級ランキング1位の元UFC世界フライ級王者ブランドン・モレノと約3年3カ月ぶりに再戦し、2-1の5R判定勝ち。リベンジに成功した。
2024年10月12日、UFC Fight Night: Royval vs. Tairaでフライ級ランキング5位の平良達郎と対戦し、2-1の5R判定勝ち。ファイト・オブ・ザ・ナイトを受賞した。

## 人物・エピソード
- 2020年のカイ・カラ＝フランス戦前まで、総合格闘家と並行して少年院の警備員としてフルタイムで働いていた。警備員の仕事を辞めた後は、地元デンバーの支援団体「デンバー・ドリーム・センター」で恵まれない子供達と過ごすボランティア活動を行っている[15]。

## 戦績
| 総合格闘技 戦績 | 総合格闘技 戦績 | 総合格闘技 戦績 | 総合格闘技 戦績 | 総合格闘技 戦績 | 総合格闘技 戦績 | 総合格闘技 戦績 |
| --------------- | --------------- | --------------- | --------------- | --------------- | --------------- | --------------- |
| 25 試合         | (T)KO           | 一本            | 判定            | その他          | 引き分け        | 無効試合        |
| 17 勝           | 4               | 9               | 4               | 0               | 0               | 0               |
| 8 敗            | 1               | 1               | 6               | 0               | 0               | 0               |

| 勝敗 | 対戦相手                       | 試合結果                                      | 大会名                                                           | 開催年月日     |
| ×    | ジョシュア・ヴァン             | 5分3R終了 判定0-3                             | UFC 317: Topuria vs. Oliveira                                    | 2025年6月28日  |
| ○    | 平良達郎                       | 5分5R終了 判定2-1                             | UFC Fight Night: Royval vs. Taira                                | 2024年10月12日 |
| ○    | ブランドン・モレノ             | 5分5R終了 判定2-1                             | UFC Fight Night: Moreno vs. Royval 2                             | 2024年2月24日  |
| ×    | アレッシャンドリ・パントージャ | 5分5R終了 判定0-3                             | UFC 296: Edwards vs. Covington 【UFC世界フライ級タイトルマッチ】 | 2023年12月16日 |
| ○    | マテウス・ニコラウ             | 1R 2:09 KO（右膝蹴り→グラウンドの肘打ち連打） | UFC on ESPN 44: Holloway vs. Allen                               | 2023年4月15日  |
| ○    | マット・シュネル               | 1R 2:14 ギロチンチョーク                      | UFC 274: Oliveira vs. Gaethje                                    | 2022年5月7日   |
| ○    | ホジェリオ・ボントリン         | 5分3R終了 判定2-1                             | UFC on ESPN 32: Kattar vs. Chikadze                              | 2022年1月15日  |
| ×    | アレッシャンドリ・パントージャ | 2R 1:46 リアネイキドチョーク                  | UFC on ESPN 29: Cannonier vs. Gastelum                           | 2021年8月21日  |
| ×    | ブランドン・モレノ             | 1R 4:59 TKO（パウンド）                       | UFC 255: Figueiredo vs. Perez                                    | 2020年11月21日 |
| ○    | カイ・カラ＝フランス           | 2R 0:48 ギロチンチョーク                      | UFC 253: Adesanya vs. Costa                                      | 2020年9月27日  |
| ○    | ティム・エリオット             | 2R 3:18 肩固め                                | UFC on ESPN 9: Woodley vs. Burns                                 | 2020年5月30日  |
| ○    | ネイト・ウィリアムズ           | 1R 0:23 腕ひしぎ十字固め                      | LFA 79: Royval vs. Williams 【LFAフライ級王座決定戦】            | 2019年11月22日 |
| ○    | ジョビー・サンチェス           | 1R 3:17 腕ひしぎ十字固め                      | LFA 65: Royval vs. Sanchez                                       | 2019年5月3日   |
| ×    | ケイシー・ケニー               | 5分5R終了 判定0-3                             | LFA 53: Royval vs. Kenney 【LFAフライ級暫定王座決定戦】          | 2018年11月9日  |
| ○    | チャールズ・ジョンソン         | 5分3R終了 判定3-0                             | LFA 48: Stots vs. Lilley                                         | 2018年9月7日   |
| ○    | ジェローム・リベラ             | 1R 0:40 TKO（腕の負傷）                       | LFA 39: Heinisch vs. Checco                                      | 2018年5月4日   |
| ○    | デメトリアス・ウィルソン       | 2R 2:00 三角絞め                              | LFA 22: Heinisch vs. Perez                                       | 2017年9月8日   |
| ×    | ニック・ウルソ                 | 5分3R終了 判定1-2                             | LFA 10: Heinisch vs. Rota                                        | 2017年4月21日  |
| ○    | ラカン・アドワン               | 1R 1:54 腕ひしぎ十字固め                      | LFA 5: Edwards vs. Townsend                                      | 2017年2月24日  |
| ○    | アンヘル・トーレス             | 1R 0:34 三角絞め                              | SCL 53                                                           | 2016年10月15日 |
| ×    | リッキー・パラシオス           | 5分3R終了 判定0-3                             | Combate Americas: Road to the Championship 5                     | 2016年5月26日  |
| ○    | ダニー・マインウス             | 1R 2:48 KO（膝蹴り）                          | WSOF 29                                                          | 2016年3月12日  |
| ○    | ジョーイ・ウェルチ             | 1R 0:51 TKO（パンチ）                         | SCL: Mile High Mayhem                                            | 2014年8月23日  |
| ×    | ベン・ボンバウア               | 5分3R終了 判定0-3                             | Kick Down MMA 104                                                | 2012年10月19日 |
| ○    | サミー・リンド                 | 1R 1:45 TKO（肘打ち連打）                     | Kick Down MMA 102                                                | 2012年8月17日  |

## 獲得タイトル
- LFAフライ級王座（2019年）

## 表彰
- UFC ファイト・オブ・ザ・ナイト（5回）
- UFC パフォーマンス・オブ・ザ・ナイト（1回）